# Kahnakten
Als Kahnakten werden Archivbestände aus dem Staatsarchiv Düsseldorf bezeichnet, die im März 1945 bei einem Transport mit einem Binnenschiff in Hannover zerstört oder beschädigt wurden. Sie waren auf dem Weg in das Ausweichlager im Salzbergwerk Grasleben bei Helmstedt.

## Auslagerung der Bestände des Düsseldorfer Staatsarchivs
Zur Sicherung der Archivbestände im Zweiten Weltkrieg wurden Ausweichlager zur Flüchtung angelegt. Das Staatsarchiv Düsseldorf brachte Teilbestände in der Festung Ehrenbreitstein in Koblenz, im Salzbergwerk Grasleben bei Helmstedt und in weiteren Orten (u. a. Luftschutztunnel in Siegen, Saline Bad Friedrichshall, Salzbergwerk Salzdetfurth) unter.:12 Da die Alliierten von Westen in das Rheinland vorrückten, sollten die Aktenbestände des Düsseldorfer Archivs im Inneren des Deutschen Reiches gesichert werden. Die Verlagerung nach Helmstedt erfolgte 1944 und 1945 mit zwei Eisenbahn- und zwei Schiffstransporten. Die Leitung hatten Wilhelm Classen und ihm nachfolgend Otto Korn und Bernhard Vollmer.:15

## Erfolgreiche Transporte
Der erste Schiffstransport von rund 4600 Faszikeln mit einem Gewicht von 15 Tonnen erreichte den Zielort. Wegen zahlreicher temporärer Streckensperrungen auf der Route vom Rhein über den Wesel-Datteln-Kanal und den Mittellandkanal bis zum Umschlagort im Hafen Haldensleben auf die Eisenbahn dauerte der Transport mit der Rhenus 39 fast vier Monate. Parallel wurden zwei Transporte unmittelbar per Bahn durchgeführt.:18–21

## Gescheiterter Transport mit dem MotorschiffMain 68

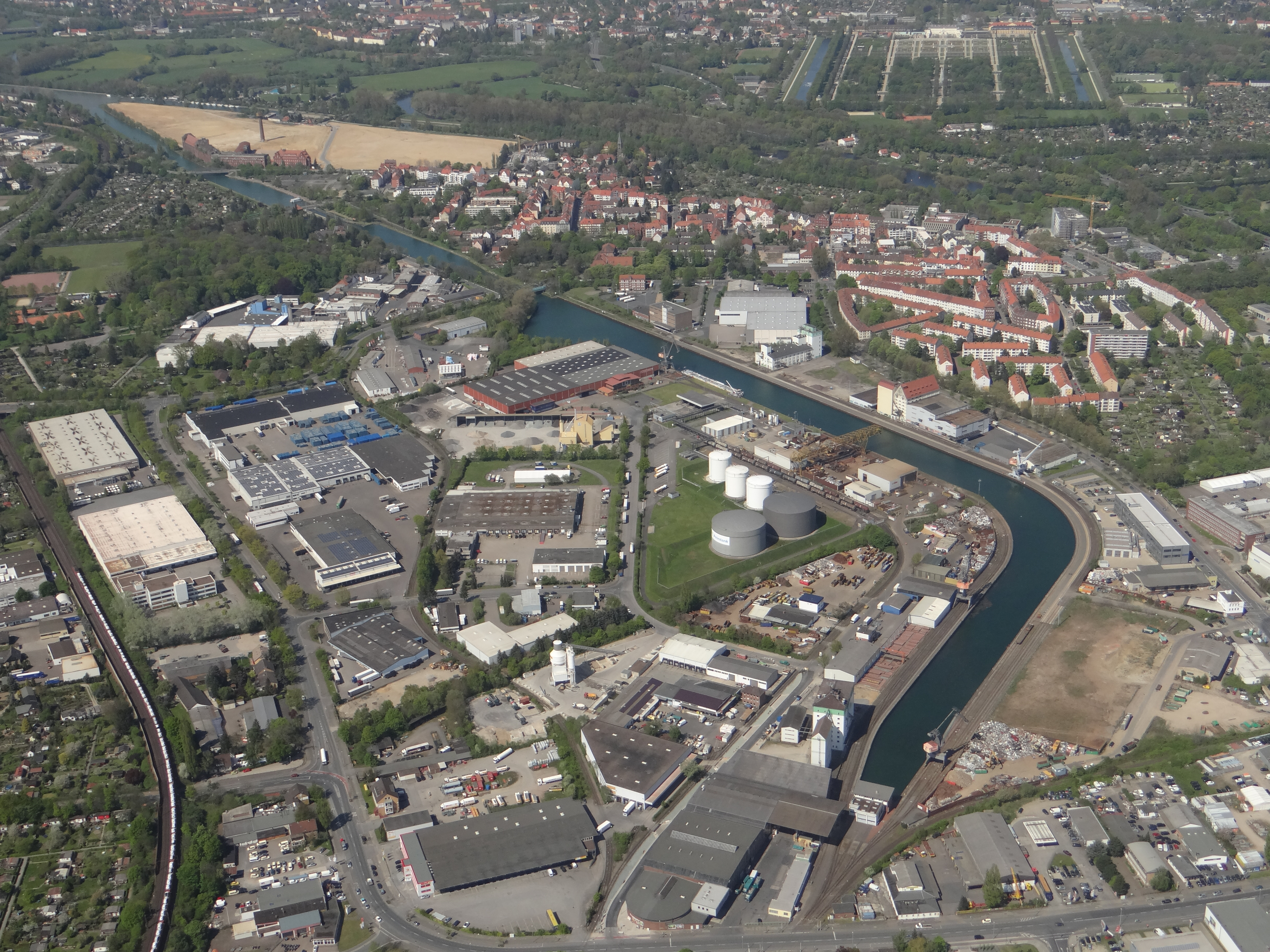
Luftbild des Hafens Hannover-Linden, 2016

Mit dem zweiten Schiff Main 68 sollten „20.000 Archivguteinheiten in 2.540 Aktenpaketen und 60 mit Archivgut gefüllten Säcken (ca. 3 Mio. Blatt) – ausweislich des Ladescheins insgesamt 25 Tonnen, also umgerechnet ca. 600–650 lfd. m Schriftgut“:22 – transportiert werden. Das Schiff startete am 27. Dezember 1944. Da der Mittellandkanal teilweise gesperrt war, führte die Route über den Dortmund-Ems-Kanal, den Küstenkanal und die Weser. Bei einem Zwischenhalt im Hafen Hannover-Linden brannte der Frachter am 14. März 1945 bei einem Luftangriff auf den Hafen teilweise aus und sank.:22–25

## Bergung und Restaurierung
Die dabei zerstörten und beschädigten Aktenbestände werden daher als Kahnakten bezeichnet. Betroffen waren insbesondere archivierte Aktenbestände von Behörden, kirchlichen Einrichtungen und Stiftungen aus dem Rheinland und aus Westfalen.:55 Die Akten wurden im Sommer 1945 geborgen, in das damalige Staatsarchiv Düsseldorf zurückgebracht und magaziniert. Sie liegen seit 2014 im neuen Landesarchiv Nordrhein-Westfalen Abteilung Rheinland, in Duisburg. Die Restaurierung der verklebten und angebrannten Akten erfolgte mangels technischer Kenntnisse nur zögerlich. Erst 1976 begann die Mengenbehandlung, die bislang noch nicht abgeschlossen ist. Die Restaurierung ist das umfangreichste und zeitaufwändigste Projekt zur Rettung kriegsgeschädigten Archivgutes in Deutschland.